# Regering-Rocard I
De regering–Rocard I (Frans: Gouvernement Michel Rocard I) was de regering van de Franse Republiek van 10 mei 1988 tot 22 juni 1988.
| Ambtsbekleder                              | Ambtsbekleder           | Ambtsbekleder                  | Functie(s)                               | Ambtstermijn | Ambtstermijn     | Partij(en) |
| ------------------------------------------ | ----------------------- | ------------------------------ | ---------------------------------------- | ------------ | ---------------- | ---------- |
|                                            | Michel Rocard           | Michel Rocard (1930–2016)      | Premier                                  | 10 mei 1988  | 15 mei 1991      | PS         |
|                                            | Pierre Bérégovoy        | Pierre Bérégovoy (1925–1993)   | Minister van Staat                       | 10 mei 1988  | 2 april 1992     | PS         |
| Minister van Financiën                     | Pierre Bérégovoy        | Pierre Bérégovoy (1925–1993)   |                                          | 10 mei 1988  | 2 april 1992     | PS         |
| Minister van Economische Zaken             | Pierre Bérégovoy        | Pierre Bérégovoy (1925–1993)   |                                          | 10 mei 1988  | 2 april 1992     | PS         |
| Minister voor Begrotingszaken              | Pierre Bérégovoy        | Pierre Bérégovoy (1925–1993)   |                                          | 10 mei 1988  | 2 april 1992     | PS         |
|                                            | Roland Dumas            | Roland Dumas (1922)            | Minister van Staat                       | 10 mei 1988  | 29 maart 1993    | PS         |
| Minister van Buitenlandse Zaken            | Roland Dumas            | Roland Dumas (1922)            |                                          | 10 mei 1988  | 29 maart 1993    | PS         |
|                                            | Lionel Jospin           | Lionel Jospin (1937)           | Minister van Staat                       | 10 mei 1988  | 2 april 1992     | PS         |
| Minister van Onderwijs                     | Lionel Jospin           | Lionel Jospin (1937)           |                                          | 10 mei 1988  | 2 april 1992     | PS         |
| Minister van Hoger Onderwijs en Wetenschap | Lionel Jospin           | Lionel Jospin (1937)           | 22 juni 1988                             | 10 mei 1988  |                  | PS         |
| Minister van Jeugd en Sport                | Lionel Jospin           | Lionel Jospin (1937)           | 15 mei 1991                              | 10 mei 1988  |                  | PS         |
|                                            | Maurice Faure           | Maurice Faure (1922–2014)      | Minister van Staat                       | 10 mei 1988  | 22 februari 1989 | PRG        |
| Minister van Huisvesting                   | Maurice Faure           | Maurice Faure (1922–2014)      |                                          | 10 mei 1988  | 22 februari 1989 | PRG        |
|                                            | Pierre Joxe             | Pierre Joxe (1934)             | Minister van Binnenlandse Zaken          | 10 mei 1988  | 30 januari 1991  | PS         |
|                                            | Jean-Pierre Chevènement | Jean-Pierre Chevènement (1939) | Minister van Defensie                    | 10 mei 1988  | 30 januari 1991  | PS         |
|                                            |                         | Pierre Arpaillange (1924–2017) | Minister van Justitie                    | 10 mei 1988  | 1 oktober 1990   | DVG        |
| Zegelbewaarder                             |                         | Pierre Arpaillange (1924–2017) |                                          | 10 mei 1988  | 1 oktober 1990   | DVG        |
|                                            |                         | Roger Fauroux (1926–2021)      | Minister van Buitenlandse Handel         | 10 mei 1988  | 22 juni 1988     | DVG        |
| Minister van Ruimtelijke Ordening          | 15 mei 1991             | Roger Fauroux (1926–2021)      |                                          | 10 mei 1988  |                  | DVG        |
| Minister voor Industriële Zaken            | 15 mei 1991             | Roger Fauroux (1926–2021)      |                                          | 10 mei 1988  |                  | DVG        |
|                                            |                         | Michel Delebarre (1946)        | Minister van Arbeid en Werkgelegenheid   | 10 mei 1988  | 22 juni 1988     | PS         |
| Minister van Sociale Zaken                 |                         | Michel Delebarre (1946)        |                                          | 10 mei 1988  | 22 juni 1988     | PS         |
|                                            | Louis Mermaz            | Louis Mermaz (1931)            | Minister van Transport                   | 10 mei 1988  | 22 juni 1988     | PS         |
|                                            | Henri Nallet            | Henri Nallet (1939)            | Minister van Landbouw en Visserij        | 10 mei 1988  | 1 oktober 1990   | PS         |
|                                            | Louis Le Pensec         | Louis Le Pensec (1937)         | Minister van Overzeese Gebiedsdelen      | 10 mei 1988  | 29 maart 1993    | PS         |
|                                            |                         | Michel Durafour (1920–2017)    | Minister van Publieke Diensten           | 10 mei 1988  | 15 mei 1991      | UDF        |
| Minister voor Bestuurlijke Vernieuwing     |                         | Michel Durafour (1920–2017)    |                                          | 10 mei 1988  | 15 mei 1991      | UDF        |
|                                            | Jack Lang               | Jack Lang (1939)               | Minister van Cultuur en Communicatie     | 10 mei 1988  | 2 april 1992     | PS         |
|                                            | Édith Cresson           | Édith Cresson (1934)           | Minister voor Europese Zaken             | 10 mei 1988  | 1 oktober 1990   | PS         |
|                                            | Paul Quilès             | Paul Quilès (1942–2021)        | Minister voor Telecommunicatie en Post   | 10 mei 1988  | 15 mei 1991      | PS         |
| Minister voor Ruimtevaart                  | Paul Quilès             | Paul Quilès (1942–2021)        |                                          | 10 mei 1988  | 15 mei 1991      | PS         |
|                                            |                         | Jacques Pelletier (1929–2007)  | Minister voor Samenwerking               | 10 mei 1988  | 15 mei 1991      | UDF        |
|                                            |                         | Jean Poperen (1925–1997)       | Minister voor Parlementaire Betrekkingen | 10 mei 1988  | 2 april 1992     | PS         |